# Simon Makienok
Simon Makienok Christoffersen (Næstved, 21 november 1990) is een Deens voetballer die doorgaans als aanvaller (centrumspits) speelt. Makienok debuteerde in 2013 in het Deens voetbalelftal.

## Clubcarrière

### Denemarken
Makienok debuteerde in 2008 in het betaald voetbal in het shirt van Herfølge BK, dat op 1 juli 2009 fuseerde met HB Køge. In totaal scoorde hij 22 doelpunten in 55 competitiewedstrijden voor de club. Op 28 januari 2012 nam Brøndby IF Makienok voor €550.000,- over van Køge. Hij debuteerde voor Brøndby op 4 maart 2012, tegen SønderjyskE. Op 18 maart 2012 scoorde hij zijn eerste doelpunt voor de club, tegen Nordsjælland. Op 20 augustus 2013 maakte Brøndby IF bekend dat het een bod van 3,8 miljoen euro op Makienok afkomstig van een Russische club had geaccepteerd. Makienok sloeg de aanbieding af en besloot bij Brøndby IF te blijven omdat "geld niet alles is". Volgens diverse Deense media was het bod afkomstig van Terek Grozny, dat een jaarsalaris van 1,632 miljoen euro over had voor de aanvaller.

### Palermo
Makienok tekende in augustus 2014 wel een vierjarig contract bij US Palermo. Hier kwam hij in zijn eerste seizoen tot vier wedstrijden in de Serie A. Palermo verhuurde hem in juli 2015 vervolgens voor één seizoen aan Charlton Athletic, op dat moment actief in de Championship. Het seizoen erna werd hij opnieuw verhuurd aan een club in de Championship, dit keer Preston North End. In die twee seizoenen kwam hij tot elf goals in 66 wedstrijden.

### FC Utrecht
Makienok tekende op 6 juni 2017 een contract tot medio 2020 bij FC Utrecht, waar hij de opvolger van Sébastien Haller moest worden. Na het spelen van twee wedstrijden in de voorronden van de Europa League, scheurde hij op een training een kruisband. Pas na twee jaar blessureleed, was hij eind 2019 weer hersteld. In zijn terugkomwedstrijd scoorde hij een keer en die wedstrijd daarna ook. Na zijn twee wedstrijden bleef hij op de bank zitten, waardoor hij een overstap naar Dynamo Dresden maakte.

### Dynamo Dresden
In januari 2020 vertrekt Makienok naar Dynamo Dresden, waar hij contract tekende tot en met juni 2020.

## Clubstatistieken
| Seizoen                   | Club                | Competitie       | Competitie | Competitie | Beker | Beker | Internationaal | Internationaal | Overig | Overig | Totaal | Totaal |
| Seizoen                   | Club                | Competitie       | Wed.       | Dlp.       | Wed.  | Dlp.  | Wed.           | Dlp.           | Wed.   | Dlp.   | Wed.   | Dlp.   |
| ------------------------- | ------------------- | ---------------- | ---------- | ---------- | ----- | ----- | -------------- | -------------- | ------ | ------ | ------ | ------ |
| 2008/09                   | Herfølge BK         | 1. division      | 4          | 0          | 0     | 0     | –              | –              | 0      | 0      | 4      | 0      |
| 2009/10                   | HB Køge             | Superligaen      | 10         | 1          | 3     | 0     | –              | –              | 0      | 0      | 13     | 1      |
| 2010/11                   | HB Køge             | 1. division      | 28         | 16         | 1     | 0     | –              | –              | 0      | 0      | 29     | 16     |
| 2011/12                   | HB Køge             | Superligaen      | 17         | 5          | 3     | 1     | –              | –              | 0      | 0      | 20     | 6      |
| 2011/12                   | Brøndby IF          | Superligaen      | 14         | 5          | 0     | 0     | –              | –              | 0      | 0      | 14     | 5      |
| 2012/13                   | Brøndby IF          | Superligaen      | 30         | 15         | 3     | 0     | –              | –              | 0      | 0      | 33     | 15     |
| 2013/14                   | Brøndby IF          | Superligaen      | 24         | 12         | 1     | 1     | –              | –              | 0      | 0      | 25     | 13     |
| 2014/15                   | Brøndby IF          | Superligaen      | 5          | 3          | 0     | 0     | 2              | 0              | 0      | 0      | 7      | 3      |
| 2014/15                   | Palermo             | Serie A          | 4          | 0          | 0     | 0     | –              | –              | 0      | 0      | 4      | 0      |
| 2015/16                   | → Charlton Athletic | EFL Championship | 36         | 5          | 1     | 0     | –              | –              | 0      | 0      | 37     | 5      |
| 2016/17                   | → Preston North End | EFL Championship | 25         | 3          | 4     | 3     | –              | –              | 0      | 0      | 29     | 6      |
| 2017/18                   | FC Utrecht          | Eredivisie       | 0          | 0          | 0     | 0     | 2              | 0              | 0      | 0      | 2      | 0      |
| 2018/19                   | FC Utrecht          | Eredivisie       | 3          | 0          | 0     | 0     | –              | –              | 0      | 0      | 3      | 0      |
| 2019/20                   | FC Utrecht          | Eredivisie       | 3          | 1          | 1     | 1     | –              | –              | 0      | 0      | 4      | 2      |
| 2019/20                   | Dynamo Dresden      | 2. Bundesliga    | 9          | 3          | 0     | 0     | –              | –              | 0      | 0      | 9      | 3      |
| 2020/21                   | FC St. Pauli        | 2. Bundesliga    | 18         | 2          | 1     | 0     | –              | –              | 0      | 0      | 19     | 2      |
| 2021/22                   | FC St. Pauli        | 2. Bundesliga    | 27         | 6          | 3     | 0     | –              | –              | 0      | 0      | 30     | 6      |
| 2022/23                   | AC Horsens          | Superligaen      | 14         | 1          | 1     | 0     | –              | –              | 1      | 0      | 16     | 1      |
| Carrière totaal           | Carrière totaal     | Carrière totaal  | 271        | 78         | 22    | 6     | 4              | 0              | 1      | 0      | 298    | 84     |
| Bijgewerkt op 24 mei 2023 |                     |                  |            |            |       |       |                |                |        |        |        |        |

## Interlandcarrière
Makienok debuteerde op 22 maart 2013 voor Denemarken in een WK-kwalificatiewedstrijd tegen Tsjechië. Hij viel vijf minuten voor affluiten in voor Andreas Cornelius. Denemarken won de wedstrijd in het Tsjechische Andrův stadion met 0-3 na doelpunten van Andreas Cornelius, Simon Kjær en Niki Zimling.